# دانشنامه کالی‌یر

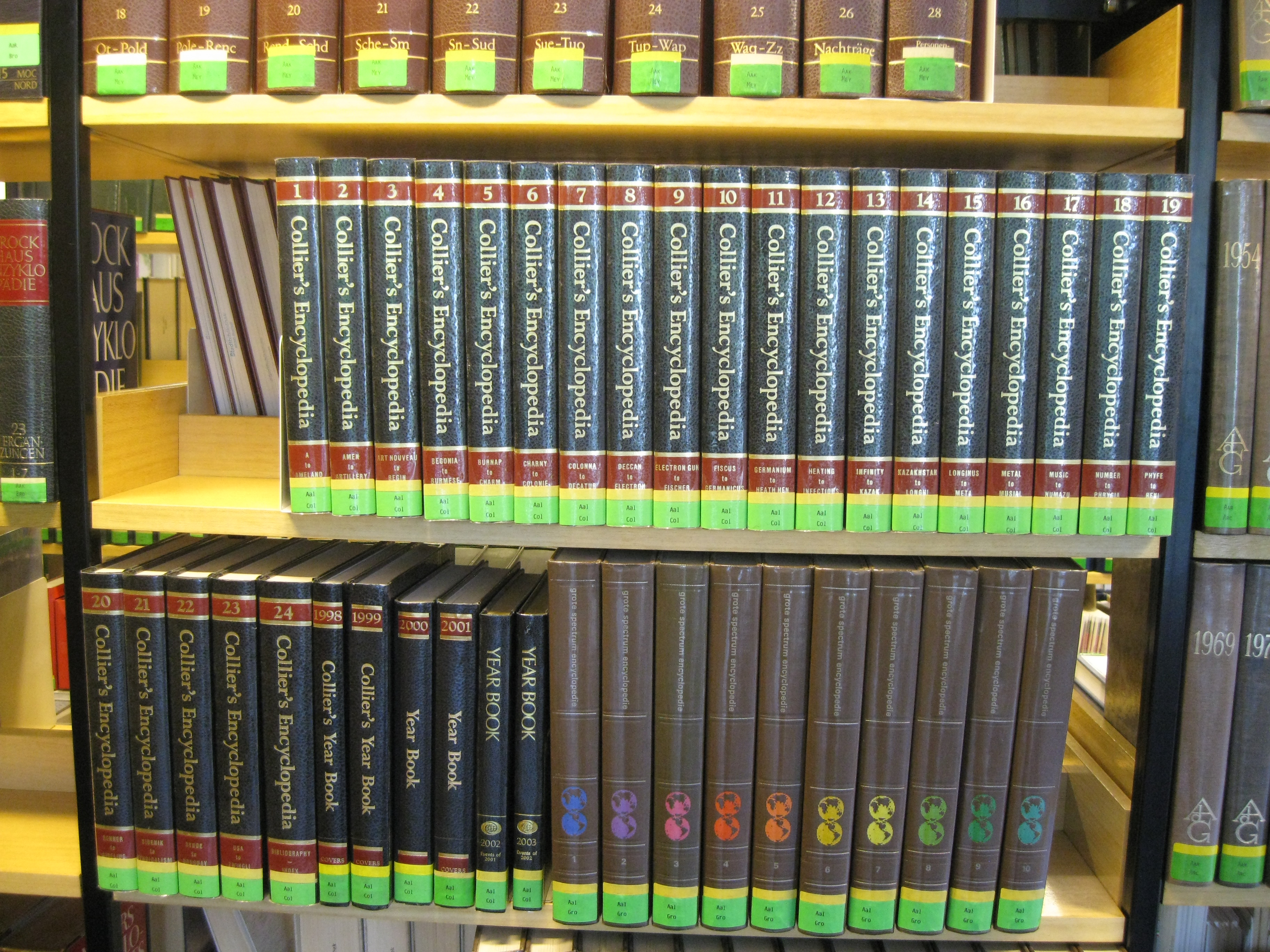
دانشنامه در یک کتابخانه در آلمان، ۲۰۱۱

دانشنامهٔ کالی‌یر (به انگلیسی: Collier's Encyclopedia) یک دانشنامهٔ آمریکایی انگلیسی‌زبان اطلاعات عمومی است که توسط انتشارات «کرووِل، کالی‌یر و مک‌میلان» منتشر می‌شود.
آنگونه که در مقدمهٔ اثر ذکر شده، این دانشنامه «کتابی دربارهٔ اطلاعات و معلوماتی است که بیشترین اهمیت را برای بشریت دارند و به‌طور مداوم، اصولی و قاعده‌مند و تخصصی تجدیدنظر و اصلاح می‌شود» و در کنارِ دانشنامهٔ بریتانیکا و دانشنامهٔ آمریکانا، یکی از سه دانشنامهٔ معتبر انگلیسی‌زبان عصر حاضر محسوب می‌شود. این سه دانشنامه، با هم، به «the ABCs» معروف‌اند.